# Новопашковское сельское поселение
Новопашковское сельское поселение — муниципальное образование в составе Крыловского района Краснодарского края России. 
В рамках административно-территориального устройства Краснодарского края ему соответствует Новопашковский сельский округ.
Административный центр — станица Новопашковская

## Население
| 2010  | 2012  | 2013  | 2014  | 2015  | 2016  | 2017  |
| ----- | ----- | ----- | ----- | ----- | ----- | ----- |
| 2411  | ↘2384 | ↘2374 | ↗2427 | ↗2451 | ↗2469 | ↗2479 |
| 2018  | 2019  | 2020  | 2021  | 2023  |       |       |
| ↘2442 | ↗2445 | ↘2429 | ↘2124 | →2124 |       |       |

## Населённые пункты
В состав сельского поселения (сельского округа) входят 4 населённых пункта:
| № | Населённый пункт | Тип населённого пункта | Население (чел.) |
| - | ---------------- | ---------------------- | ---------------- |
| 1 | Грузское         | село                   | ↗203             |
| 2 | Лобова Балка     | хутор                  | ↘301             |
| 3 | Новопашковская   | станица                | ↘1558            |
| 4 | Тверской         | хутор                  | ↘349             |

## Экономика
В районе находятся: различных предприятий, учреждений и организаций — 7; крестьянско-фермерских хозяйств — 97.